# Wilfred Stokes

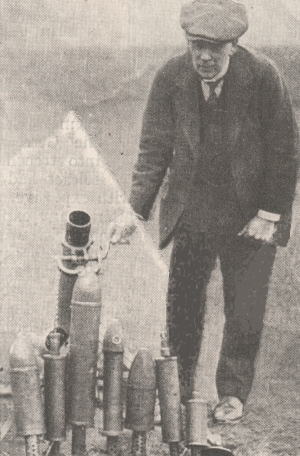
Der Entwickler Wilfred Stokes neben seinem Mörser

Sir Frederick Wilfred Scott Stokes (* 9. April 1860 in Liverpool, England; † 7. Februar 1927 in Ruthin, Wales) war ein britischer Ingenieur. Er entwickelte 1915 den Stokes-Mörser (engl. Stokes Mortar), ein neuartiges Steilfeuergeschütz.
Der Sohn von  Scott Nasmyth Stokes, einem Schulinspektor, studierte am St. Francis Xavier's College und dem Catholic University College in Kensington (London). Er war später Leiter von Ransomes & Rapier, einer Kranbau-Firma in Ipswich. Während des Ersten Weltkriegs arbeitete er für das britische Ministry of Munitions bei der Entwicklung eines  neuartigen Steilfeuergeschützes. Der Mörser war zwar im Prinzip keine wirklich neue Waffe in der britischen Armee. Entwicklungsziel Stokes’ war es aber, einen dem deutschen Minenwerfer gleichwertigen Mörser zu entwickeln. Der Mörser sollte dabei leichter als das deutsche Gegenstück sein. Die Neukonstruktion ergab einen völlig neuen Weg für modernere Infanterieunterstützungswaffen. Das Grundkonzept des Stokes-Mörsers trifft man auch heute noch bei modernen Granatwerfern an.
Wilfred Stokes wurde für seine Verdienste bei der Entwicklung des Stokes-Mörsers 1917 zum Knight Commander des Order of the British Empire erhoben, die zweithöchste Klasse des britischen Ritterordens.
Stokes war ab 1899 mit Iren Ionides verheiratet. Sein Neffe Richard Stokes war Labour-Abgeordneter (MP) und Minister.